# Estación de Entrepins
Entrepins, anteriormente llamada Pla, es una estación de la línea 2 de Metrovalencia.
Se encuentra en la calle Rocafort, en el término municipal de La Eliana.
Por obras de duplicación de vía en Fuente del Jarro, del 28 de marzo al 24 de diciembre de 2024, permaneció suspendido el servicio en el tramo Llíria-Paterna.